# Nogaku

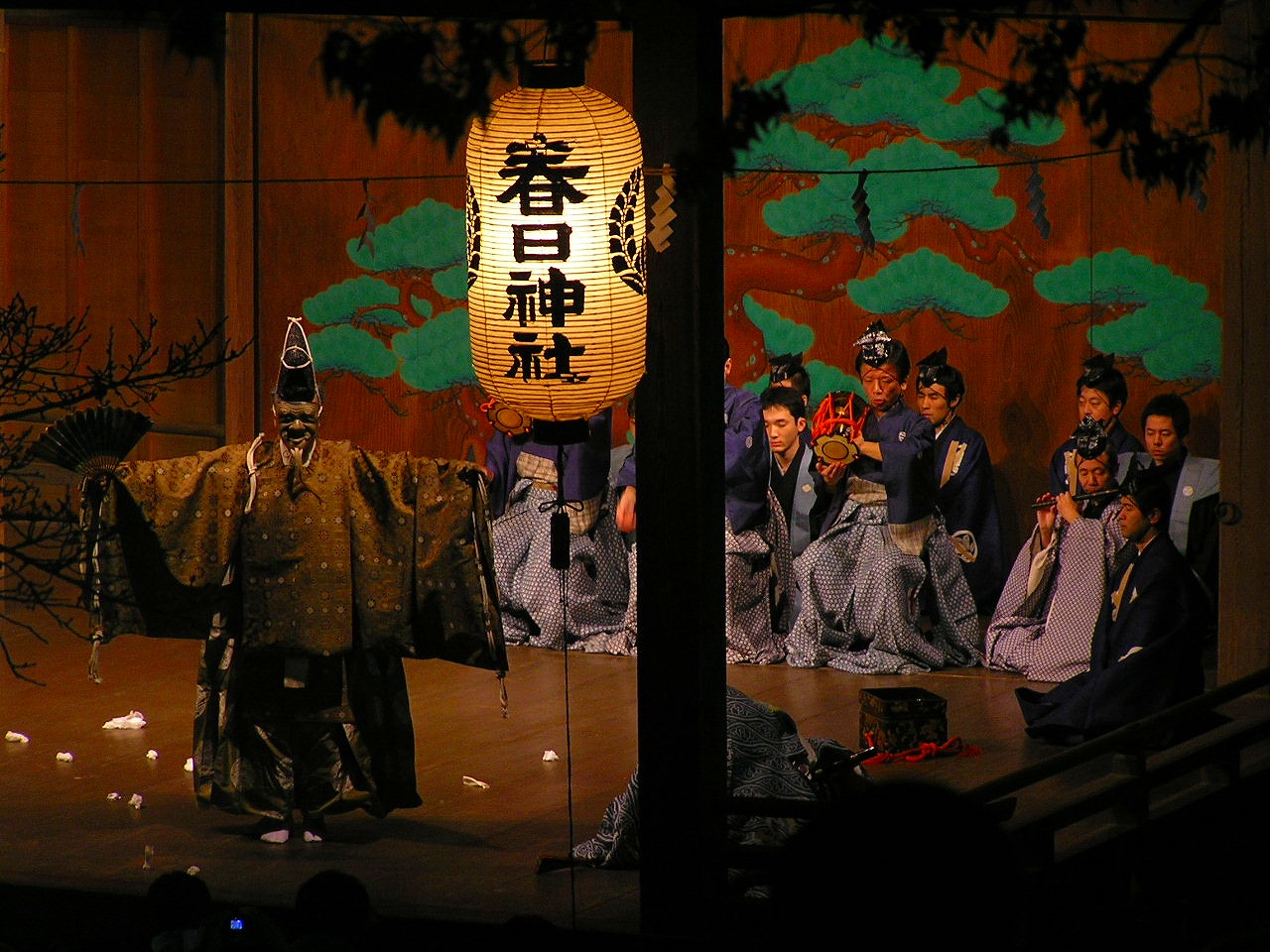
No-voorstelling

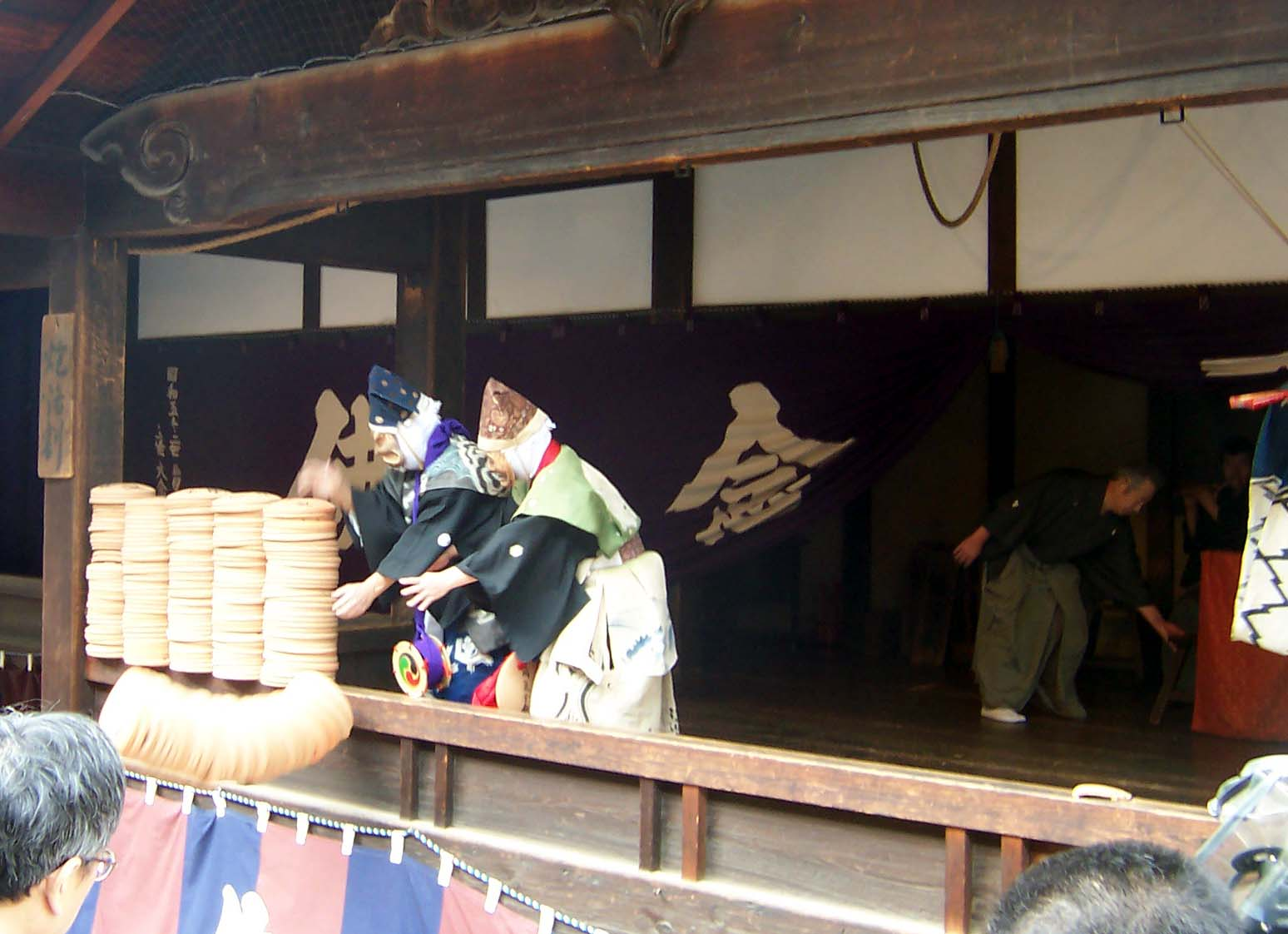
Schalen worden stukgegooid aan het eind van een kyogen-voorstelling

Nogaku (Japans: 能楽) is een vorm van theater in Japan, de bloeitijd was in de veertiende en vijftiende eeuw. De oorsprong van het theater ligt in de achtste eeuw, toen Sangaku van China naar Japan werd gezonden. Op dat moment verwees Sangaku naar verschillende soorten van prestaties van acrobaten, zang, dans en komische sketches.
De aanpassing aan de Japanse samenleving heeft geleid tot opneming van andere traditionele kunstvormen. Nogaku is de belangrijkste vorm van Japans theater en heeft het poppentheater en Kabuki beïnvloed.
Vaak zijn de opvoeringen gebaseerd op traditionele literatuur. Nogaku integreert maskers, kostuums en verschillende rekwisieten in een dans, op basis van prestaties. Bovendien vergt dit theater zeer veel van acteurs en muzikanten.
Nogaku omvat twee soorten theater: no (met maskers) en kyogen (met poppen), die in dezelfde ruimte worden opgevoerd. Het podium is met een loopbrug verbonden met een spiegelpaleis. In no worden emoties door gestileerde gebaren uitgebeeld, de held is vaak een bovennatuurlijk wezen dat een menselijke vorm aanneemt om een verhaal te vertellen. Het no-masker is voor een geest, vrouw, kind of oud mens. Bij kyogen worden minder maskers gebruikt en kyogen is afgeleid van de humoristische spelen van Sangaku, zoals weergegeven in haar komische dialoog. De tekst is geschreven in de oude taal en is zeer levendig. Het beschrijft gewone mensen in de twaalfde tot zestiende eeuw.
In 1957 werd het theater immaterieel cultureel eigendom van Japan, sinds 2001 staat het vermeld op de Lijst van Meesterwerken van het Orale en Immateriële Erfgoed van de Mensheid van UNESCO.

## Afbeeldingen

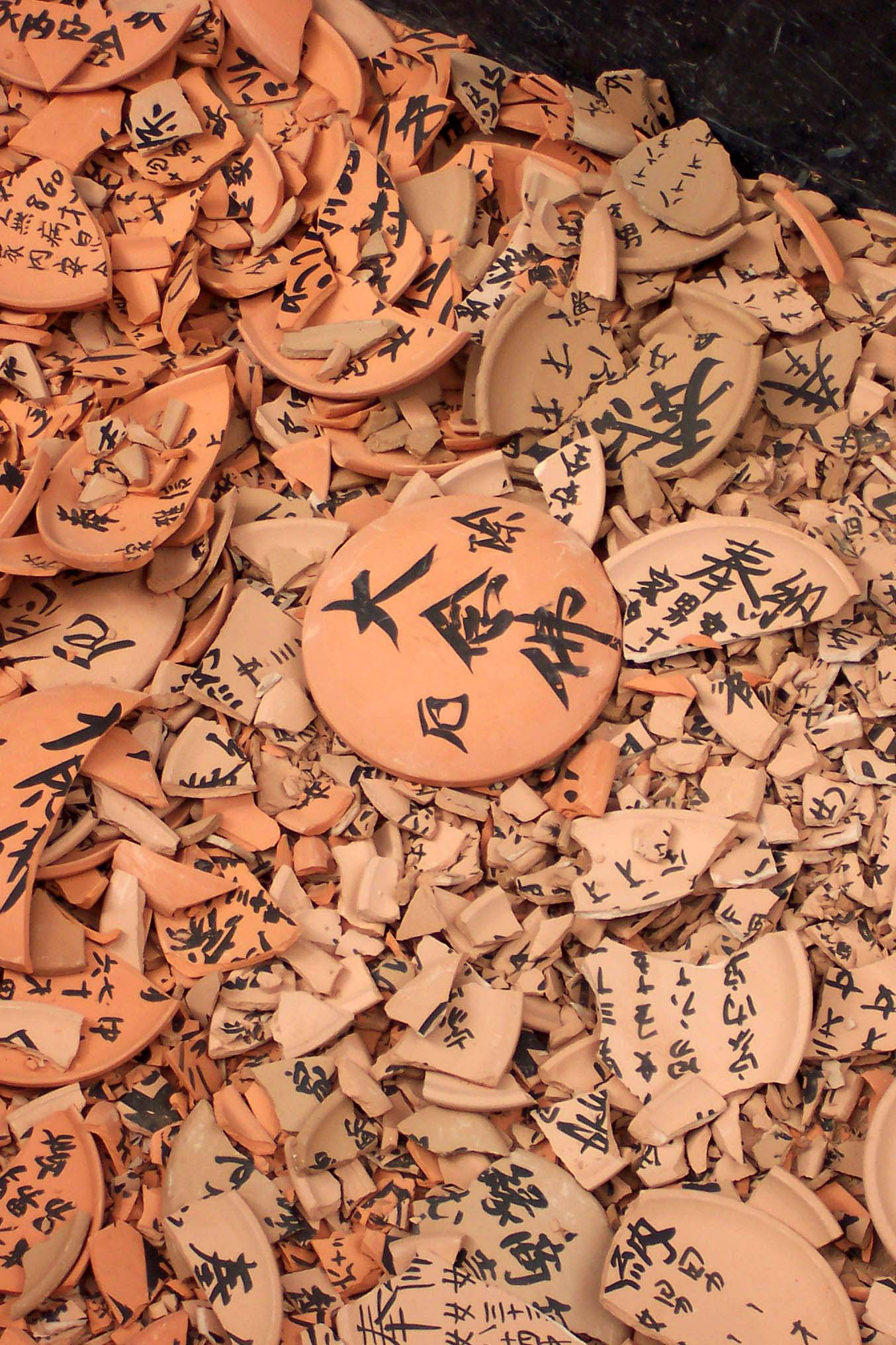
Deze schalen worden door mensen gekocht en met namen beschreven tijdens het Setsubunfestival, aan het eind van de kyogen-voorstelling worden ze stukgegooid
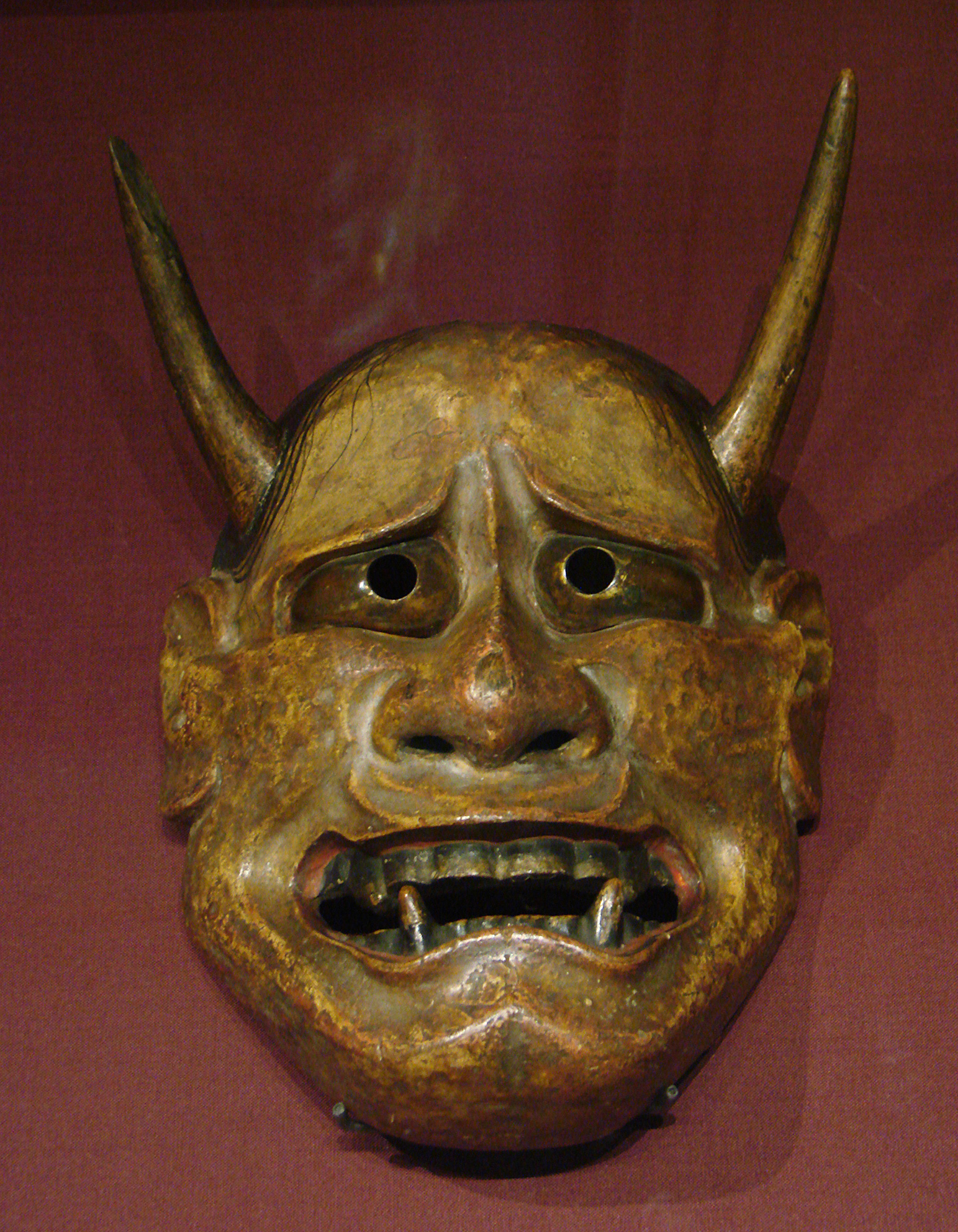
No-masker van een vrouwelijke demon
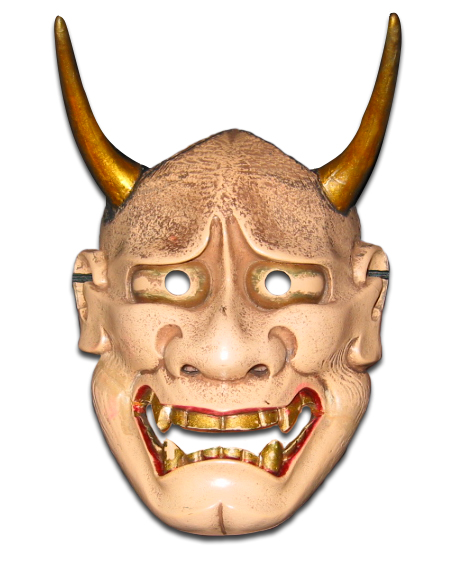
No-masker van een oni
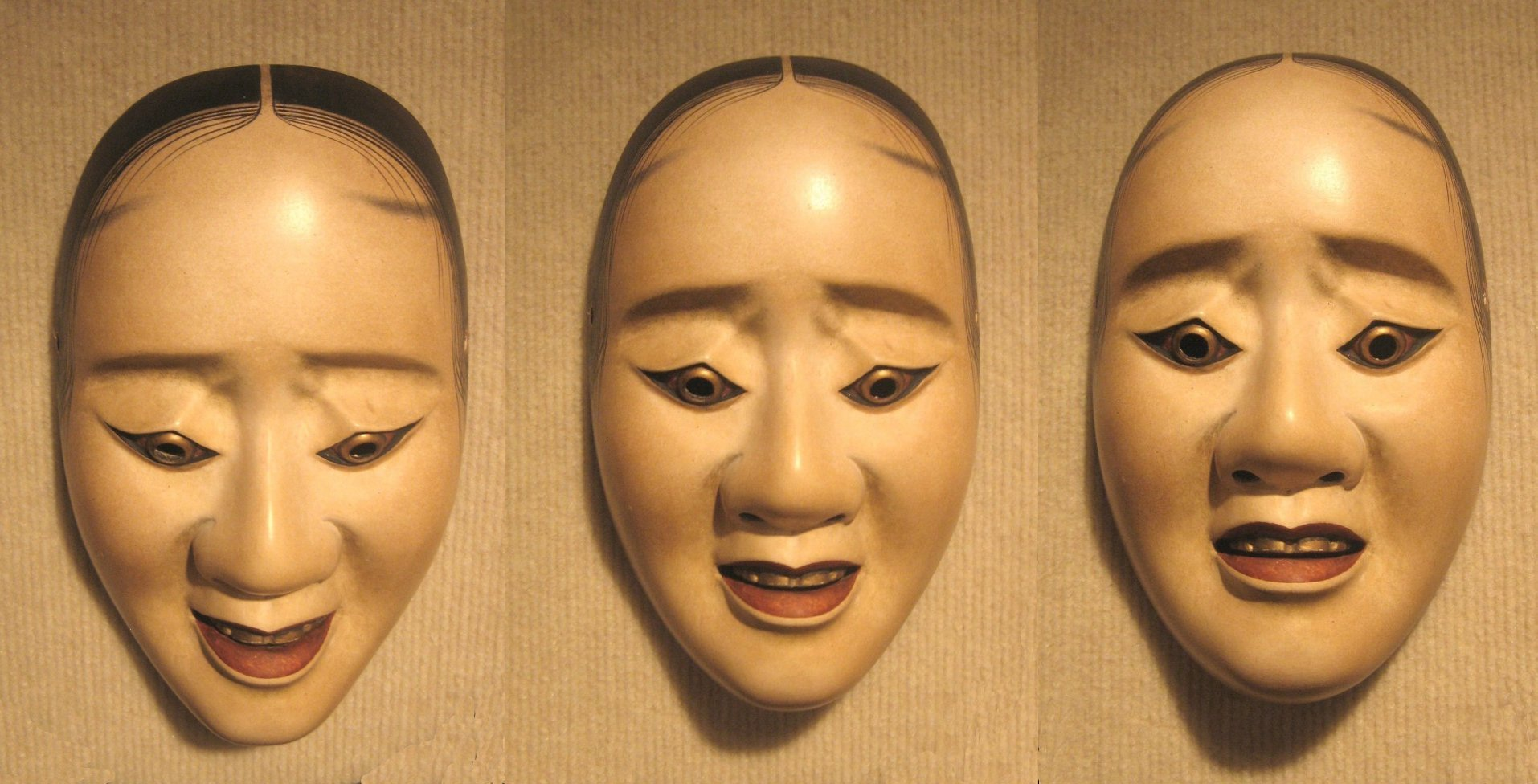
De expressie verandert bij het bewegen van het hoofd, driemaal hetzelfde no-masker